# Tyrannträdklättrare
Tyrannträdklättrare (Dendrocincla tyrannina) är en fågel i familjen ugnsfåglar inom ordningen tättingar.

## Utseende
Tyrannträdklättraren är en rätt stor trädklättrare. Fjäderdräkten är mycket jämnt färgad varmbrun med endast få teckningar, förutom några svaga ljusa streck på huvudet och strupen. Näbben är rätt lång och rak.

## Utbredning och systematik
Tyrannträdklättrare delas in i två underarter:
- Dendrocincla tyrannina tyrannina – förekommer i Anderna från Colombia till östra Peru (Cordillera Vilcabamba)
- Dendrocincla tyrannina hellmayri – förekommer i Anderna i östra Colombia och västra Venezuela (SW Táchira)

## Levnadssätt
Tyrannträdklättraren är en ovanlig fågel i bergsbelägna skogar. Den deltar vanligen i kringvandrande artblandade fågelflockar.

## Status och hot
Arten har ett stort utbredningsområde, men tros minska i antal, dock inte tillräckligt kraftigt för att den ska betraktas som hotad. Internationella naturvårdsunionen IUCN listar arten som livskraftig (LC).